# Beleuchtungsanhänger

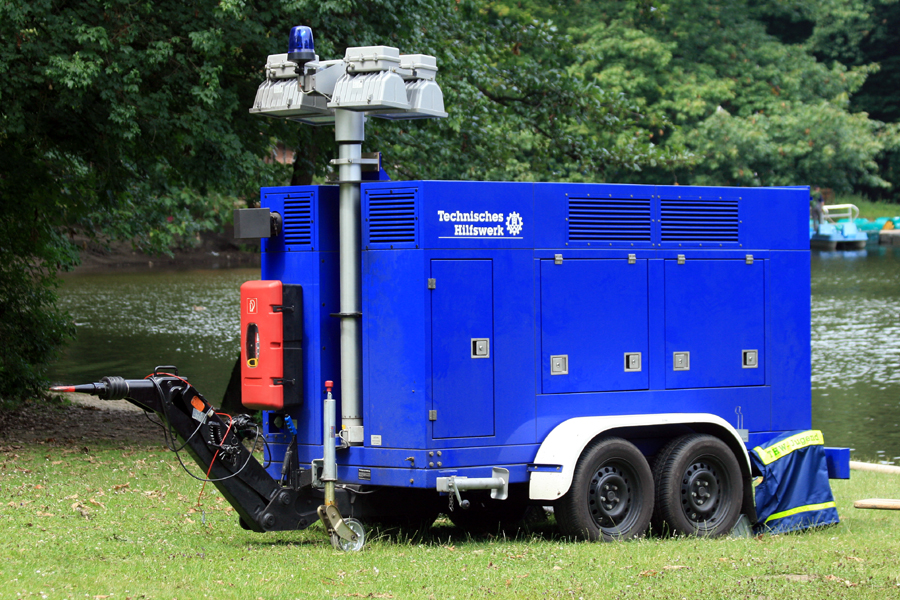
Ein Beleuchtungsanhänger, transportfertig

Beleuchtungsanhänger oder Lichtmastanhänger (kurz: FwA-Lima bzw. beim THW: Anh LiMa) sind kombinierte Einheiten aus Stromerzeugungsaggregat und Beleuchtungskomponenten auf einem Fahrgestell.
Diese Art von Einsatzmittel wird bei vielen Hilfsorganisationen wie z. B. Feuerwehren, THW (Fachgruppe Beleuchtung (Typ A)), im Katastrophenschutz und bei Schnelleinsatzgruppen des Roten Kreuzes verwendet.

## Zweck
Bei größeren Einsätzen von Rettungsorganisationen wurde teilweise festgestellt, dass über einen längeren Zeitraum ein Fehlbestand an geeignetem Beleuchtungsmaterial besteht. Aus diesem Grunde sahen sich diverse Organisationen veranlasst, Beleuchtungsmaterial anzuschaffen und vorrätig zu halten.
Um die verschiedenen Geräte schnell und komplett zum Einsatz vor Ort bringen zu können, wurde die Form und der Transport mittels eines Anhängers gewählt.

Des Weiteren kann der Anhänger Kabeltrommeln, Unterlegkeile, Verlängerungskabel und einen Pulverlöscher transportieren. 

Im Vergleich zum Großbeleuchtungsgerät der THW-Fachgruppe Beleuchtung Typ B ist der Lichtmastanhänger zwar schneller betriebsbereit, hat jedoch eine geringere Leistung.

## Aufbau
Diese Beleuchtungsanhänger bei Hilfsorganisationen sind im Wesentlichen aus vier Komponenten aufgebaut:
- Fahrgestell
- Stromaggregat
- Mast/Stativ
- Leuchtmittel

### Leuchtmittel
Im Allgemeinen werden sechs Metalldampf- oder Halogenscheinwerfer von jeweils mindestens 1000 Watt Leistung verwendet. Diese sind an einem zehn Meter langen Lichtmast befestigt, der sogar bei Stürmen unterhalb der Windstärke 12 betrieben werden kann. Bei Verwendung von Scheinwerfern ist jedoch die Blendwirkung nicht unerheblich und durch die Richtwirkung der Strahler eine gleichmäßige, flächige Ausleuchtung nur schwer erreichbar. Des Weiteren ist eine anwendungsspezifische Lichtquellenwahl wichtig. Zum Beispiel ist eine Na-Dampflampe für den Einsatz im medizinischen Bereich nicht geeignet, da hierbei die Farbwiedergabe verzerrt ist und z. B. Blut als schwarze Flüssigkeit erscheint. Benötigt man unterbrechungsfreie Lichtversorgung, muss von der Verwendung von Metalldampflampen abgeraten werden und der Einsatz von Halogenscheinwerfern empfohlen werden.
Als Alternative zu gerichteten Strahlersystemen können auch Beleuchtungsballone verwendet werden die eine 360° Abstrahlung der Lichtmenge haben und eine relativ blendfreie Beleuchtung darstellen.

### Stromerzeuger
Zur Stromversorgung der Beleuchtungsmittel dient ein 20-kVA-Stromerzeuger, der neben der Beleuchtungsversorgung auch noch andere Einsatzabschnitte mit Strom versorgen kann.
Besonders im medizinischen Bereich ist auf die Abgasführung und die Lärmbelastung zu achten.

Das Gerät sollte auch über eine zentrale übersichtliche Bedienstelle verfügen, wodurch die Bedienung von nur einer Person und einem Punkt am Fahrzeug möglich wird.

### Fahrgestell
Je nach Ausführung und Modell des Beleuchtungsanhängers sind einige Punkte zu beachten:
- Gesamtgewicht der Anlage
- höhenverstellbare Zugdeichsel
- robuste Ausführung
- ausziehbare Abstützung, um ein Kippen und starkes Schwanken zu verhindern

Auf dem Fahrgestell ist meist auch noch Platz um in einem Staukasten noch weiteres technisches Gerät zu verstauen.

### Mast/Stativ
Hierbei werden manuelle Stativsysteme, hydraulische Masten und pneumatische Masten verwendet.